# Escape en globo de Alemania del Este
El 16 de septiembre de 1979, ocho personas de dos familias escaparon de Alemania Oriental cruzando de noche la frontera con Alemania Occidental en un globo aerostático de fabricación casera. La hazaña única fue el resultado de más de un año y medio de preparativos que incluyeron tres globos diferentes, varias modificaciones y un primer intento fallido. El intento fallido alertó a las autoridades de Alemania Oriental y a la Stasi del complot, pero la policía fue incapaz de identificar a los fugitivos antes de su segundo y exitoso vuelo, dos meses después.

## Antecedentes

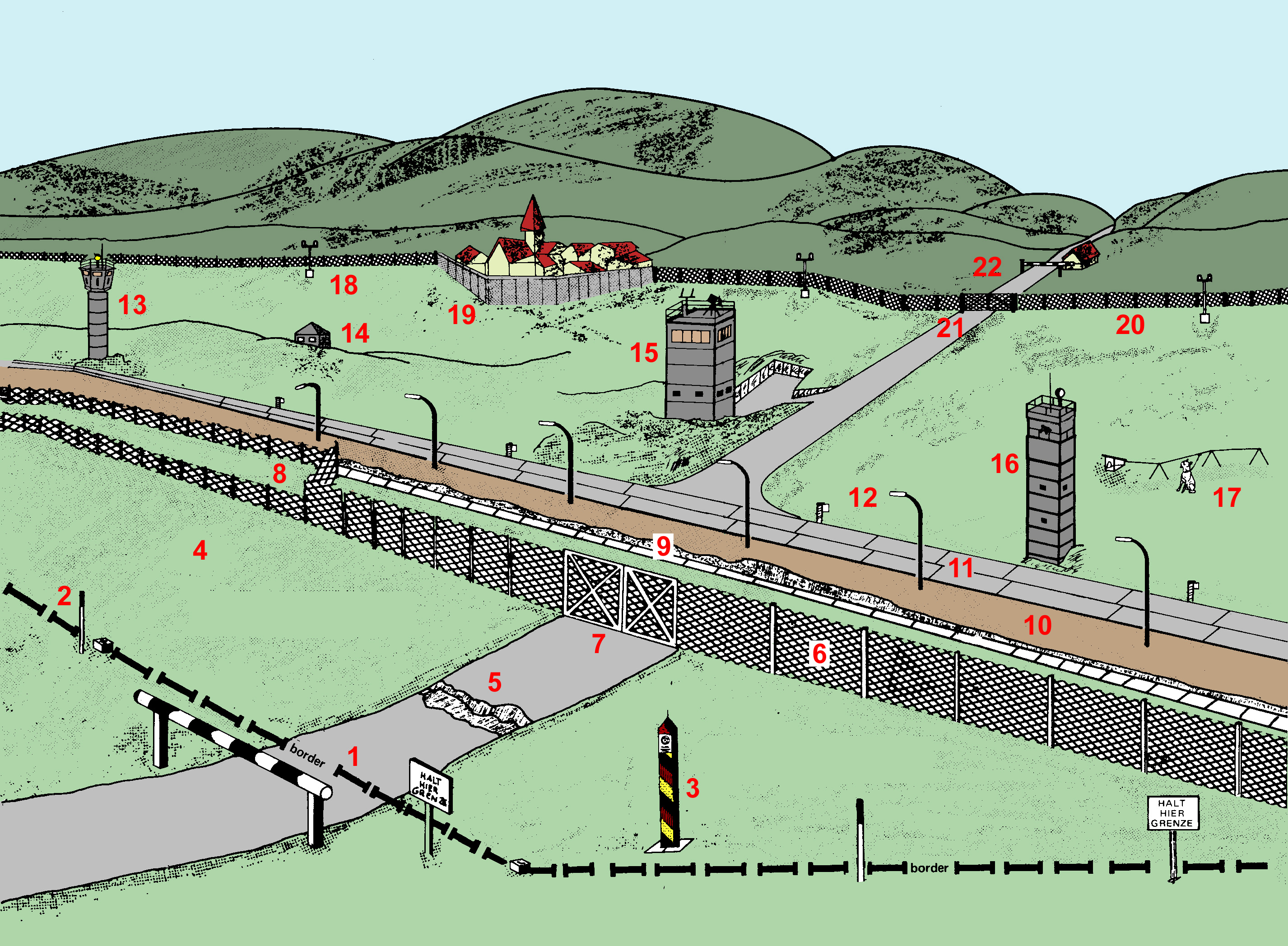
Esquema de las fortificaciones fronterizas de Alemania Oriental

Alemania Oriental, entonces parte del Bloque Oriental, estaba separada de Alemania Occidental en el Bloque Occidental por la frontera interior alemana y el Muro de Berlín, que estaban fuertemente fortificados con torres de vigilancia, minas terrestres, soldados armados y otras medidas diversas para impedir los cruces ilegales. Las tropas fronterizas de Alemania Oriental recibieron instrucciones de impedir la deserción a Alemania Occidental por todos los medios, incluida la fuerza letal (Schießbefehl; «orden de disparar»).
Peter Strelzyk (1942-2017), electricista y antiguo mecánico de las Fuerzas Aéreas de Alemania Oriental, y Günter Wetzel (nacido en 1955), albañil de profesión, eran compañeros de trabajo en una fábrica local de plásticos. Amigos desde hacía cuatro años, compartían el deseo de huir del país y empezaron a discutir formas de cruzar la frontera. El 7 de marzo de 1978 se pusieron de acuerdo para planear una huida. Pensaron en construir un helicóptero, pero pronto se dieron cuenta de que no podrían adquirir un motor capaz de propulsar una nave de ese tipo. Decidieron entonces explorar la idea de construir un globo aerostático,
 inspirados por un programa de televisión sobre viajes en globo. Una versión alternativa es que un pariente compartió un artículo de una revista sobre el Festival Internacional del Globo en Albuquerque, Nuevo México.

## Construcción
Strelzyk y Wetzel empezaron a investigar sobre globos. Su plan era escapar con sus esposas y un total de cuatro hijos (de 2 a 15 años). Calcularon que el peso de los ocho pasajeros y de la propia nave sería de unos 750 kilogramos. Cálculos posteriores determinaron que un globo capaz de levantar este peso necesitaría contener 2000 metros cúbicos de aire calentado a 100 grados Celsius. El siguiente cálculo fue la cantidad de material necesario para el globo, que se estimó en 800 metros cuadrados.
La pareja vivía en Pößneck, una pequeña ciudad de unos 20.000 habitantes donde no se podían conseguir grandes cantidades de tela sin llamar la atención. Lo intentaron sin éxito en las ciudades vecinas de Rudolstadt, Saalfeld y Jena. Viajaron 50 km hasta Gera, donde compraron en unos grandes almacenes rollos de tela de algodón de un metro de ancho y 850 metros de largo, después de decirle al empleado asombrado que necesitaban esa gran cantidad de material para revestir la tienda de su club de acampada.

Wetzel pasó dos semanas cosiendo la tela en una bolsa con forma de globo de 15 metros de ancho por 20 de largo, en una máquina de coser manual de 40 años de antigüedad. Strelzyk pasó el tiempo construyendo la góndola (canasta) y el montaje del quemador. La góndola se fabricó con un armazón de hierro, suelo de chapa y tendederos en todo el perímetro cada 150 milímetros para los laterales. El quemador se fabricó con dos bombonas de 11 kilogramos de gas propano líquido de uso doméstico, mangueras, tubería de agua, una boquilla y un trozo de tubo de estufa.

## Primera prueba
El equipo estaba listo para probar el globo en abril de 1978. Tras varios días de búsqueda, encontraron un claro de bosque adecuado cerca de Ziegenrück, a 10 km de la frontera y a 30 km de Pößneck. Una noche, tras encender el quemador, no consiguieron inflar el globo. Pensaron que el problema podía deberse a que habían colocado el globo en el suelo. Después de varias semanas de búsqueda, encontraron un acantilado de 25 metros en una cantera de roca donde podían suspender el globo verticalmente antes de inflarlo, pero tampoco tuvieron éxito.
El dúo decidió entonces llenar la bolsa con aire a temperatura ambiente antes de utilizar el quemador para elevar la temperatura del aire y proporcionar sustentación. Construyeron un soplador con un motor de motocicleta de 10 kW y 250 cc tomado de la vieja MZ de Wetzel, arrancado con un motor de arranque de automóvil Trabant alimentado con cables de arranque del sedan Moskvitch de Strelzyk. El motor, silenciado por un silenciador de Trabant, hacía girar unas aspas de ventilador de 1 metro de longitud para inflar el globo. También utilizaron un lanzallamas casero, similar al quemador de la góndola, para precalentar el aire más rápidamente. Con estas modificaciones, volvieron al claro aislado para intentarlo de nuevo, pero siguieron sin poder inflar el globo. Sin embargo, el uso del soplador les permitió descubrir que el material de algodón con el que habían fabricado el globo era demasiado poroso y goteaba en exceso.
Su infructuoso esfuerzo les había costado 2.400 DDM (360 dólares). Strelzyk se deshizo de la tela quemándola en su horno durante varias semanas.

## Segunda prueba
Strelzyk y Wetzel compraron muestras de distintos tejidos en tiendas locales, incluido material para paraguas y varias muestras de tafetán y nailon. Utilizaron un horno para comprobar la resistencia al calor del material. Además, crearon un banco de pruebas con una aspiradora y un tubo de cristal lleno de agua para determinar qué material permitiría a la aspiradora ejercer la mayor succión sobre el agua y, en consecuencia, cuál era el más impermeable al aire. El revestimiento de paraguas era el que mejor funcionaba, pero también el más caro. En su lugar seleccionaron un tipo de tafetán sintético.
Para comprar una gran cantidad de tela sin levantar demasiadas sospechas, la pareja se dirigió de nuevo a una ciudad lejana. Esta vez recorrieron más de 160 kilómetros hasta unos grandes almacenes de Leipzig. Su nueva tapadera era que pertenecían a un club náutico y necesitaban el material para fabricar velas. Tuvieron que encargar la cantidad que necesitaban y, aunque temían que la compra fuera denunciada al Ministerio para la Seguridad del Estado de Alemania Oriental (Stasi), volvieron al día siguiente y recogieron el material sin incidentes. Pagaron 4.800 DDM (720 dólares) por 800 metros de tela de 1 metro de ancho. De camino a casa, también compraron un motor eléctrico para acelerar la máquina de coser a pedal que habían estado utilizando para coser el material y darle la forma deseada al globo.
Wetzel pasó la semana siguiente cosiendo el material en otro globo, realizando la tarea más rápidamente la segunda vez con la máquina de coser ahora eléctrica. Poco después, los dos hombres volvieron al claro del bosque e inflaron la bolsa en unos cinco minutos utilizando el soplador y el lanzallamas. La bolsa se elevó y retuvo el aire, pero el quemador de la góndola no era lo bastante potente para crear el calor necesario para la elevación. El dúo siguió experimentando durante meses, duplicando el número de bombonas de propano y probando diferentes mezclas de combustible. Decepcionado con el resultado, Wetzel decidió abandonar el proyecto y, en su lugar, comenzó a perseguir la idea de construir un pequeño aeroplano ligero con motor de gasolina o un planeador.
Strelzyk siguió intentando mejorar el quemador. En junio de 1979, descubrió que con el depósito de propano invertido, la presión adicional hacía que el propano líquido se evaporara, lo que producía una llama mayor. Modificó la góndola para montar los depósitos de propano al revés y volvió al lugar de las pruebas, donde comprobó que la nueva configuración producía una llama de 12 metros de longitud, estando listo para intentar escapar.

## Primer intento de escape
El 3 de julio de 1979, las condiciones meteorológicas y el viento eran favorables. La familia Strelzyk al completo despegó de un claro del bosque a la 1:30 de la madrugada y ascendió a una velocidad de 4 metros por segundo. Alcanzaron una altitud de 2.000 metros según un altímetro que Strelzyk había fabricado modificando un barómetro. Un ligero viento les empujaba hacia la frontera. El globo entró entonces en las nubes, y el vapor de agua atmosférico se condensó en el globo, añadiendo peso que hizo que descendiera prematuramente. La familia aterrizó sana y salva a unos 180 metros de la frontera, en el límite de la zona fronteriza fuertemente minada. Sin saber dónde estaban, Strelzyk exploró hasta que encontró un trozo de basura, una bolsa de pan de una panadería de Wernigerode, un pueblo de Alemania del Este. El grupo pasó nueve horas saliendo cuidadosamente de la zona fronteriza de 500 metros de ancho para evitar ser detectados. También tuvieron que pasar desapercibidos por una zona restringida de 5 km antes de regresar a pie un total de 14 km hasta su coche y la parafernalia de lanzamiento que habían dejado atrás. Llegaron a casa justo a tiempo para reportarse ausentes por enfermedad del trabajo y la escuela.
El globo abandonado fue descubierto por las autoridades esa misma mañana. Strelzyk destruyó todas las pruebas comprometedoras y vendió su coche, temiendo que pudiera relacionarle con el intento de fuga. El 14 de agosto, la Stasi lanzó un llamamiento para encontrar al «autor de un delito grave», enumerando detalladamente todos los objetos recuperados en el lugar del aterrizaje. Strelzyk pensó que la Stasi acabaría por rastrear el globo hasta él y los Wetzel, y coincidió con Wetzel en que su mejor opción era construir rápidamente otro globo y salir de allí lo antes posible.

## Escape exitoso

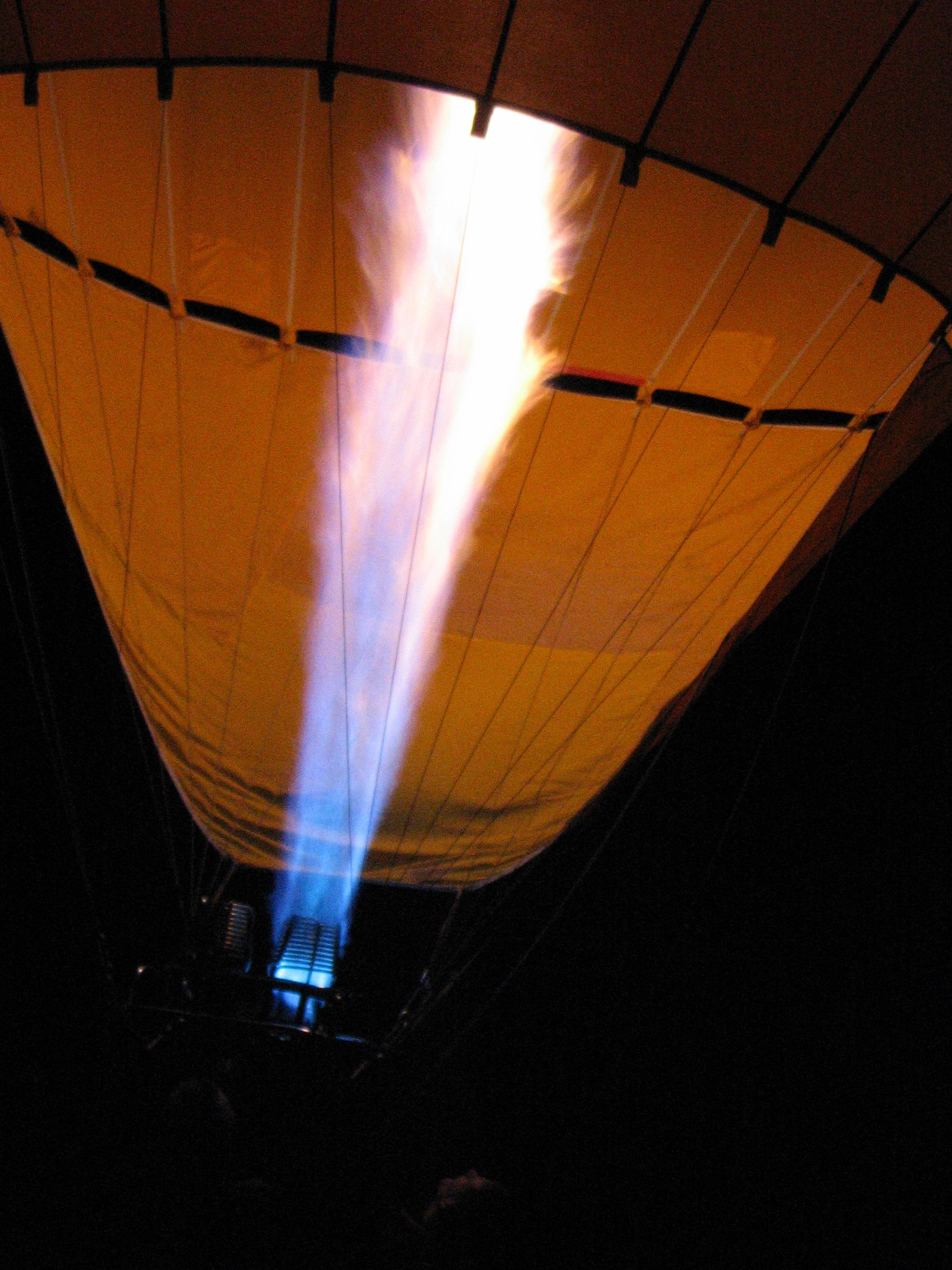
Un globo aerostático encendido de noche

Strelzyk y Wetzel decidieron duplicar el tamaño del globo hasta 4.000 metros cúbicos de volumen, 20 metros de diámetro y 25 metros de altura. Necesitaron 1.250 metros cuadrados de tafetán y compraron el material, en varios colores y diseños, por todo el país para evitar sospechas. Wetzel cosió un tercer globo, utilizando más de 6 kilómetros de hilo, y Strelzyk reconstruyó todo lo demás como antes. En seis semanas, habían preparado el globo de 180 kilos y una carga útil de 550 kilos, incluyendo la góndola, el equipo y la carga (las dos familias). Confiados en sus cálculos, encontraron las condiciones meteorológicas adecuadas el 15 de septiembre, cuando una violenta tormenta creó los vientos correctos. Las dos familias se dirigieron al lugar de lanzamiento en el coche de sustitución de Strelzyk (un Wartburg) y un ciclomotor. Llegaron a la 1.30 de la madrugada y sólo necesitaron diez minutos para inflar el globo y otros tres para calentar el aire.
Al despegar poco después de las 2 de la madrugada, el grupo no cortó al mismo tiempo las amarras que sujetaban la góndola al suelo, lo que inclinó el globo y envió las llamas hacia la tela, que se incendió. Después de apagar el fuego con un extintor traído para una emergencia de este tipo, ascendieron a 2.000 metros en nueve minutos, derivando hacia Alemania Occidental a 30 kilómetros por hora. El globo voló durante 28 minutos, con una temperatura de -8 °C en la góndola sin protección, que consistía únicamente en una barandilla de tendedero.
Un error de diseño hizo que el tubo del quemador fuera demasiado largo, lo que provocó que la llama estuviera demasiado alta en el globo, creando una presión excesiva que hizo que el globo se partiera. El aire que salió a toda velocidad apagó la llama del quemador. Wetzel pudo volver a encender la llama con una cerilla, y tuvo que hacerlo varias veces más antes de que el grupo aterrizara. En un momento dado, aumentaron la llama al máximo posible y se elevaron a 2.500 metros. Más tarde se enteraron de que habían estado a suficiente altura como para ser detectados, pero no identificados, en el radar por los controladores aéreos de Alemania Occidental. También habían sido detectados en el lado de Alemania Oriental por un vigilante nocturno de la casa de cultura del distrito de Bad Lobenstein. El informe de un objeto volador no identificado que se dirigía hacia la frontera hizo que los guardias activaran las luces de búsqueda, pero el globo estaba demasiado alto y fuera del alcance de las luces.
El desgarro del globo obligó al grupo a utilizar el quemador con mucha más frecuencia, lo que limitó enormemente la distancia que podía recorrer. Wetzel dijo más tarde que creía que podrían haber recorrido otros 50 kilómetros si el globo hubiera permanecido intacto. Alcanzaron a divisar el paso fronterizo de Rudolphstein por la A9 y vieron las luces de búsqueda. Cuando se les acabó el propano, descendieron rápidamente y aterrizaron cerca de la ciudad de Naila, en el estado occidental de Baviera, a sólo 10 km de la frontera. El único herido fue Wetzel, que se rompió una pierna al aterrizar. Varias pistas indicaron a las familias que el globo había cruzado la frontera. Entre ellos, la detección de luces rojas y amarillas, poco comunes en Alemania del Este, y de pequeñas granjas, en contraste con las grandes explotaciones estatales del este. Otro indicio fue la moderna maquinaria agrícola, a diferencia de la que se utilizaba en Alemania Oriental.
 Dos agentes de la policía estatal bávara vieron la luz parpadeante del globo y se dirigieron al lugar donde pensaban que aterrizaría. Allí encontraron a Strelzyk y Wetzel, que primero les preguntaron si habían llegado al oeste, aunque se dieron cuenta de que el coche de policía era un Audi, otra señal de que estaban en Alemania Occidental. Al saber que sí, los fugados llamaron alegremente a sus familias para que se reunieran con ellos.

## Desenlace
Alemania Oriental aumentó inmediatamente la seguridad fronteriza, cerró todos los aeropuertos pequeños cercanos a la frontera y ordenó que los aviones se mantuvieran más tierra adentro. Los tanques de gas propano se convirtieron en productos registrados y ya no se podían comprar grandes cantidades de tela adecuada para la construcción de globos. Se prohibió el correo desde Alemania Oriental a las dos familias fugadas.
Erich Strelzyk se enteró de la fuga de su hermano por las noticias de la ZDF y fue detenido en su apartamento de Potsdam tres horas después del aterrizaje. La detención de familiares era el procedimiento habitual para disuadir a otros de intentar escapar. Fue acusado de «complicidad en la evasión», al igual que la hermana de Strelzyk, Maria, y su marido, que fueron condenados a 2 años y medio. Los tres quedaron finalmente en libertad con la ayuda de Amnistía Internacional.
Las familias decidieron establecerse inicialmente en Naila, donde habían desembarcado. Wetzel trabajó como mecánico de automóviles y Strelzyk abrió un taller de reparación de televisores en Bad Kissingen. Debido a la presión de los espías de la Stasi, los Strelzyk se trasladaron a Suiza en 1985. Tras la reunificación alemana en 1990, regresaron a su antiguo hogar en Pößneck, su ciudad natal. Los Wetzel permanecieron en Baviera.
El semanario alemán Stern pagó a Strelzyk y Wetzel por los derechos exclusivos de la historia.
El escape ha sido retratado en dos películas: Fuga de noche (1982) y Balloon (2018). La primera, también llamada Con el viento al oeste, traducción inglesa del título alemán, fue una película en inglés producida por Disney. Se dice que los Strelzyk «lloraron de la emoción» en la proyección de la película en el Rockefeller Center de Nueva York. La segunda fue una producción en alemán en la que «ambas familias acogieron con satisfacción el deseo de [el director] Herbig de, como él dijo, “hacer una película alemana para un público internacional”».
Peter Strelzyk falleció en 2017 a los 74 años tras una larga enfermedad.
En 2017, el globo se expuso de forma permanente en el Haus der Bayerischen Geschichte: Museo de Ratisbona.

## Participantes
Entre los miembros de la familia se encontraband:
- Peter Strelzyk, 37 años
- Doris Strelzyk
- Frank Strelzyk, 15 años
- Andreas Strelzyk, 11 años
- Günter Wetzel, 24 años
- Petra Wetzel
- Peter Wetzel, 5 años
- Andreas Wetzel, 2 años